# 唐獻陵

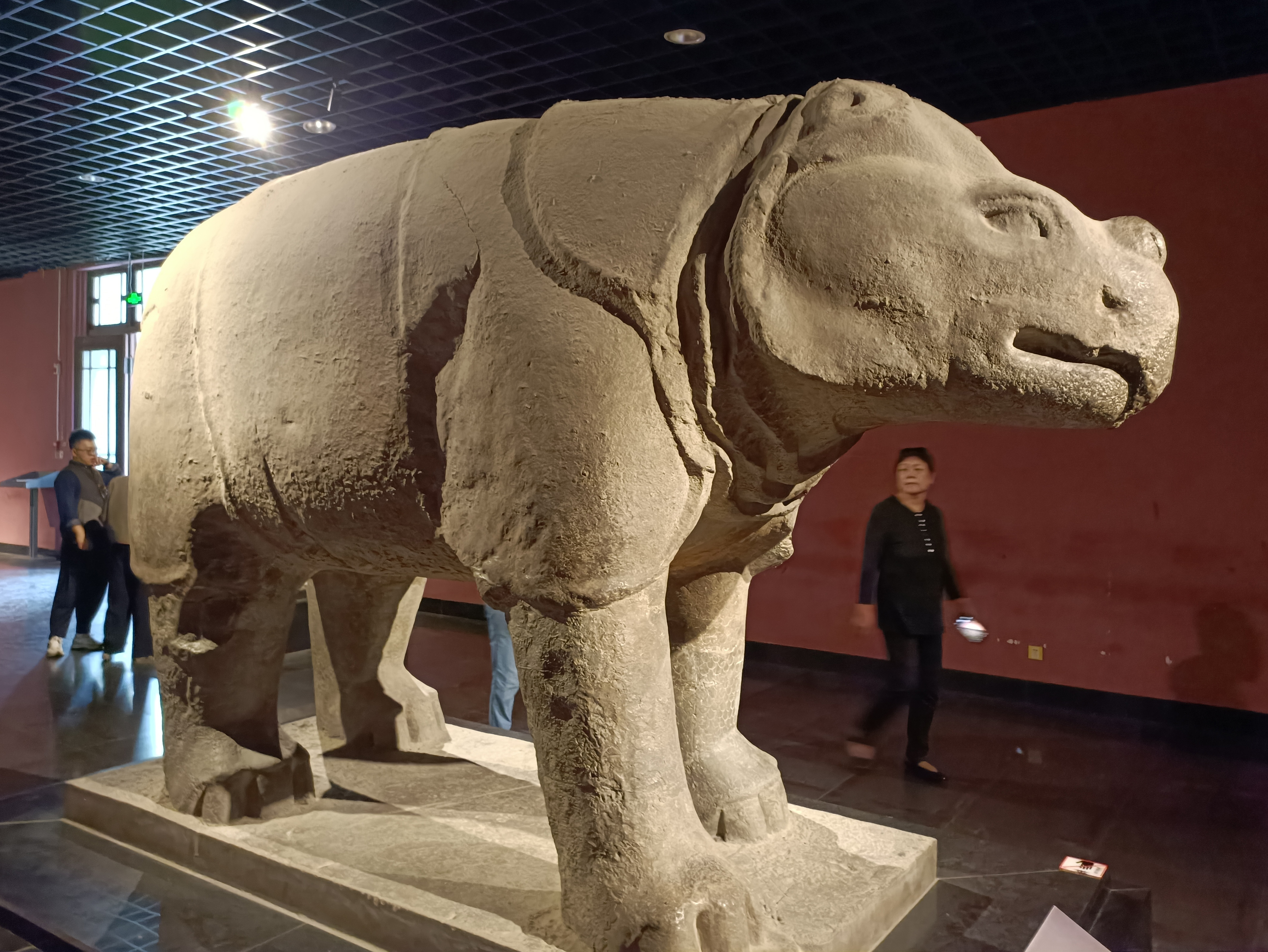
唐献陵石犀，西安碑林博物馆藏

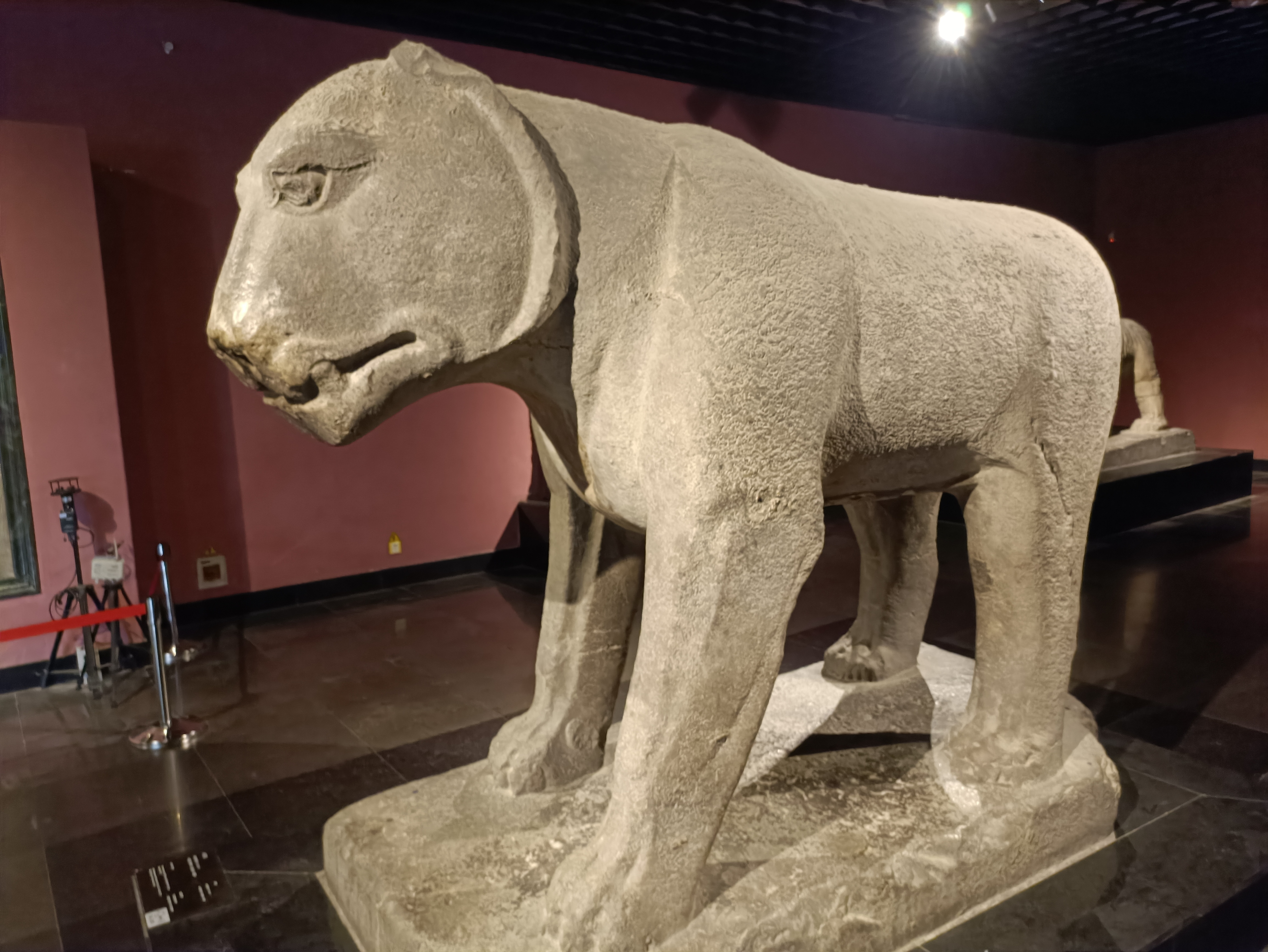
唐献陵石虎，西安碑林博物馆藏

唐獻陵为唐十八陵之首，为唐高祖李渊墓。位于咸阳市三原县徐木乡永合村。
獻陵在三原县城东北40里东原上，贞观九年五月，唐高祖驾崩于长安大安宫。十月，葬在献陵。按汉光武帝陵墓制度修建，封土为陵。分为陵寝、柏城、封城三部分。陵寝在柏城中央，覆斗型土冢，高21米，东西长150米，南北120米。柏城四门：东华门、西华门、朱雀门、玄武门，门前各有一个石虎，还有四个角楼。封土上有神游殿，陵前有寝殿、寝宫。唐宪宗元和十年被民变军所毁。宋朝有所修补，但现在荡然无存。《唐会要》记载献陵陪葬有25座，现代实地考古发现67座。 
陪葬人物
1. 楚国太妃万氏
2. 馆陶公主
3. 河间王李孝恭
4. 襄邑王李神符
5. 清河王李诞
6. 韩王李元嘉
7. 彭王李元则
8. 道王李元庆
9. 郑王李元懿
10. 虢王李元凤
11. 酆王李元亨
12. 徐王李元礼
13. 滕王李元婴
14. 邓王李元裕
15. 鲁王李元夔
16. 霍王李元轨
17. 江王李元祥
18. 密王李元晓
19. 并州总管张纶
20. 荣国公樊兴
21. 平原郡公王长楷
22. 谭国公丘和
23. 巢国公钱九陇
24. 刑部尚书刘德茂
25. 刑部尚书沈叔安